# Hans Jonas

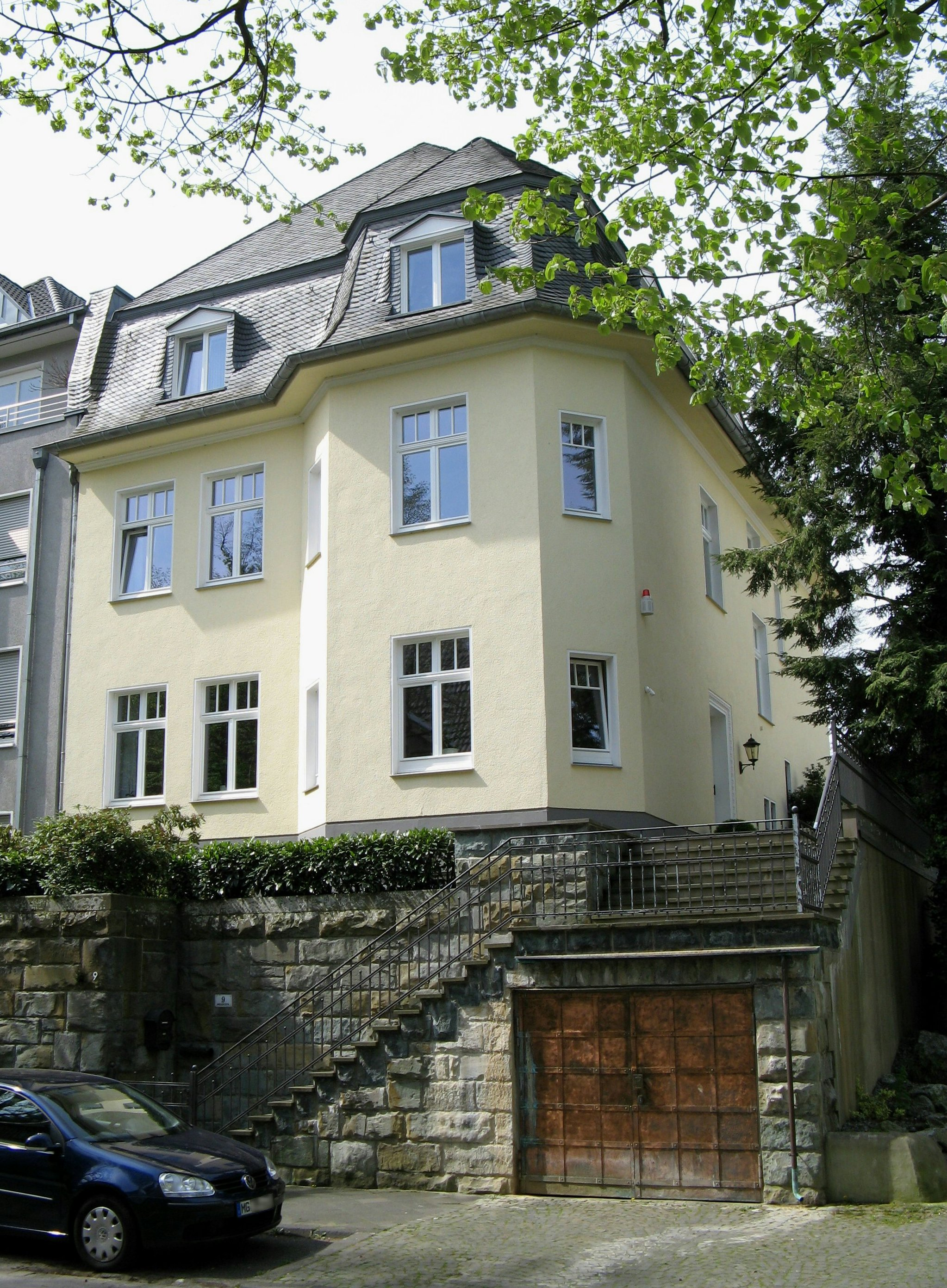
Geboortehuis van Jonas in Mönchengladbach

Hans Jonas (Mönchengladbach, 10 mei 1903 - New Rochelle, 5 februari 1993) was een Joodse Duits-Amerikaanse filosoof die tot 1935 woonde en werkte in Duitsland, vervolgens in Israël en Canada en ten slotte van 1955 tot aan zijn dood in de Verenigde Staten.

## Filosofie
Jonas is de grondlegger van de existentieel-fenomenologische bestudering van het gnosticisme. Daarnaast heeft hij even grote faam verworven door zijn toekomstgericht praktisch-filosofisch nadenken over de beginselen van de ethiek in ons tijdperk van enorme technologische vooruitgang en de daarmee gepaard gaande menselijke verantwoordelijkheid voor mens, dier en aarde. Hij werkt dit met name uit in zijn in 1979 verschenen Das Prinzip Verantwortung. Versuch einer Ethik für die technologische Zivilisation. De Amerikaanse vertaling uit 1984 is getiteld: The Imperative of Responsibility. In Search of an Ethics for the Technological Age, en de Nederlandse vertaling uit 2011 Het principe verantwoordelijkheid. Een ethiek voor de technologische civilisatie. Hierin herformuleert hij de categorische imperatief van Immanuel Kant aldus: Handel zo, dat de effecten van je handeling in overeenstemming zijn met de altijd durende aanwezigheid van echt menselijk leven op aarde; [...] of eenvoudig gezegd: 'Breng de voorwaarden voor het oneindig voortbestaan van de mensheid op aarde niet in gevaar.'

## Levensloop
- 1921-1928 Studie filosofie, kunstgeschiedenis en theologie aan de universiteiten van Freiburg, Berlijn, Heidelberg en ten slotte Marburg, waar hij samen met Hannah Arendt studeerde bij Edmund Husserl, Martin Heidegger en Rudolf Bultmann en in 1928 promoveerde met het werk "Augustin und das Problem der Freiheit". Met Hannah Arendt bleef hij levenslang bevriend.
- 1933 Emigratie naar Londen wegens de opkomst van het nationaalsocialisme in Duitsland met als directe aanleiding het in dat jaar lid worden van de NSDAP van de door hem tot dan toe steeds bewonderde Martin Heidegger.
- 1934 Studie "Gnosis und Spätantiker Geist" waarmee hij wereldwijde erkenning verwierf.
- 1935 Emigratie naar Palestina (Jeruzalem).
- 1944-1945 Lid van de Joodse Brigade (Jewish legion) van het Britse leger.
- 1943 Huwelijk met Lore Weiner in Haifa.
- 1945 In juli trekt hij met de Joodse Brigade als soldaat door Duitsland.
- 1948-1949 Soldaat in het Israëlische leger.
- 1949 Vertrek naar Canada.
- 1950-1951 Gasthoogleraar en na een jaar gewoon hoogleraar (associate professor) aan het Carlton College in Ottawa.
- 1955 Vestiging in de Verenigde Staten met een aanstelling als hoogleraar aan de New School for Social Research in New York (tot 1976).
- 1987 Verlening van de Vredesprijs van de Duitse Boekhandel. Ontvangst van het Große Bundesverdienstkreuz van de Bondsrepubliek Duitsland en ereburger van zijn geboorteplaats Mönchengladbach.

## Werken
- The Gnostic Religion. (Beacon Press, Boston, 1958, 1963) Nederlandse vertaling: Het Gnosticisme (uitgeverij Het Spectrum 1969)
- Gnosis und spätantiker Geist. (Vandenhoeck & Ruprecht, Göttingen, 1.1954 - 8.1966)
- Organismus und Freiheit. Ansätze zu einer philosophishen Biologie. (Vandenhoeck & Ruprecht, Göttingen, 1973).
- Das Prinzip Verantwortung. Versuch einer Ethik für die technologische Zivilisation. (Suhrkamp Verlag, Frankfurt am Main, 1979). Nederlandse vertaling Het principe verantwoordelijkheid (IJzer, 2011)
- Auf der Schwelle der Zukunft. Werte von gestern und die Welt von morgen. In: Jonas, Hans / Mieth, Dietmar, Was für morgen lebenswichtig ist. Unetdeckte Zukunftswerte. (Herder Verlag, Freiburg i.Br., Basel, Wien, 1983)
- Gedanken über Gott. Drei Versuche. (Suhrkamp Verlag, ?)
- Gnosis. Die Botschaft des fremden Gottes. (Suhrkamp Verlag, ?)
- Das Prinzip Leben. Ansätze zu einer philosophischen Biologie. (Suhrkamp Verlag, ?)
- Macht oder Ohnmacht der Subjektivität? Das Leib-Seele-Problem im Vorfeld des Prinzips Verantwortung. (Suhrkamp Verlag, Frankfurt am Main, 1987)
- Der Gottesbegriff nach Auschwitz. Eine Jüdische Stimme. (Suhrkamp Verlag, Frankfurt am Main, 1984/1987).
- Technik, Medizin und Ethik. Zur Praxis des Prinzips Verantwortung. (Suhrkamp Verlag, Frankfurt am Main, 1985/1987).
- Materie, Geist und Schöpfung. Kosmologischer Befund und kosmogenische Vermutung. (1988).
- Philosophische Untersuchungen und metaphysische Vermutungen. (Suhrkamp Verlag, Frankfurt am Main, 1992).
- Philosophie. Rückschau und Vorschau am Ende des Jahrhunderts. (Suhrkamp Verlag, 1993).
- Erinnerungen. Nach Gesprächen mit Rachel Salamander. (Insel-Verlag, Frankfurt am Main, 2003).
- Kritische Gesamtausgabe der Werke von Hans Jonas. Samengesteld door Dietrich Böhler, Michael Bongardt, Holger Burkhart, Christian Wiese en Walther Ch. Zimmerli. (Rombach, Freiburg i. Br. und Wissenschaftliche Buchgesellschaft (WBG), Darmstadt, 2010)